# Campania antigua

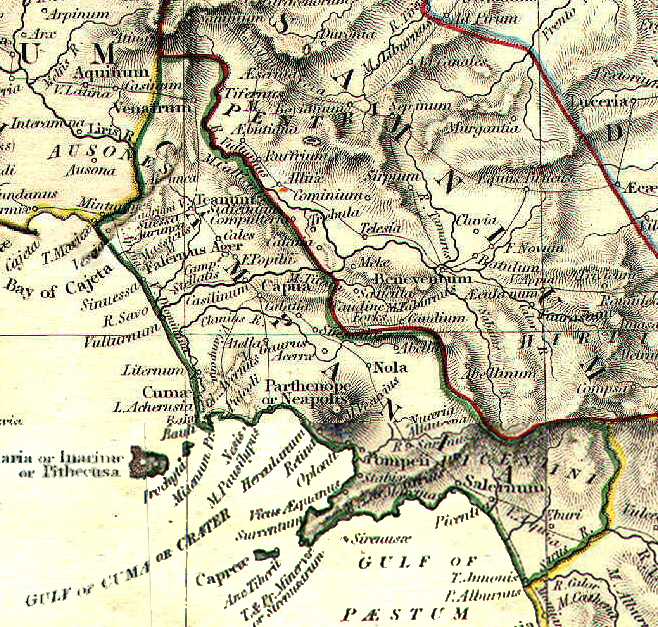
La Campania antigua

El nombre Campania (conocido también como ager Campanus) o más frecuentemente Campania Felix ("la próspera Campania") indicaba originariamente el territorio de la ciudad de Capua en el período romano, y luego incluso las llanuras de los diversos municipios limítrofes. Fue un territorio muy vasto si se confronta con las otras ciudades itálicas del período romano y prerromano.
Se extendía desde las laderas del monte Massico (al norte) hasta llegar al sur a los Campos Flégreos y el área vesubiana. Inicialmente incluía también el ager Falernus, luego fue fuertemente redimensionado por los romanos a causa de la alianza de la ciudad de Capua con Aníbal.
Gracias a la fertilidad del terreno debido también a la presencia del río Volturno se mereció el nombre de Campania Felix.

## Edad clásica

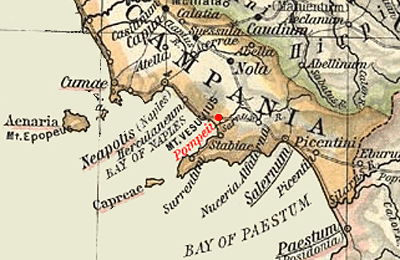
La Campania antigua y Pompeya

El topónimo Campania, que se remonta al siglo V a. C., es de origen clásico. La hipótesis más acreditada es que eso derivaría del nombre de los antiguos habitantes de Capua. De Capuani, de hecho, se tendría Campani y de ahí Campania. Además sea Livio, sea Polibio, hablan de un Ager Campanus con una clara referencia a Capua y al territorio que la rodeaba.